# Lilium floridum
Lilium floridum är en liljeväxtart som beskrevs av J.L.Ma och Yan J.Li. Lilium floridum ingår i släktet liljor, och familjen liljeväxter. Inga underarter finns listade.